# 园主的比喻

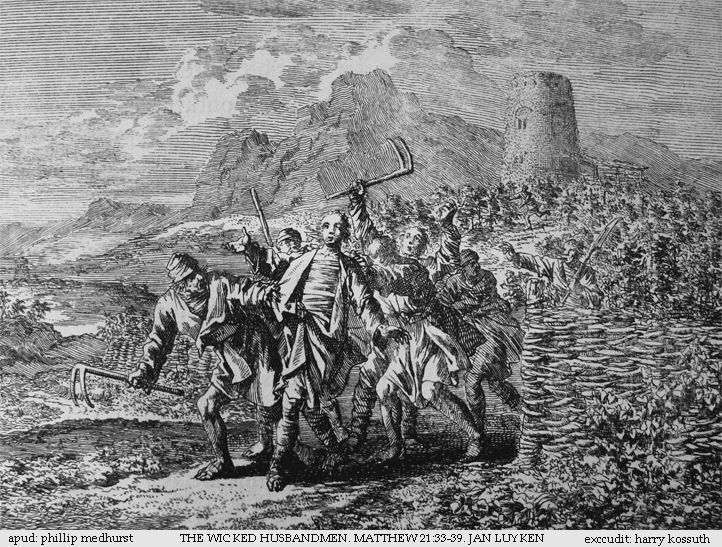
园主的比喻

在《新约圣经》，坏佃户的比喻，也称为园主的比喻，是一个耶稣的比喻，见于《马太福音》第21章第33至46节，《马可福音》第12章1至12节以及《路加福音》第20章9至19节。（可12:1-12；路20:9-19）
按照现代中文译本比喻如此开始：
马太福音 21:33 耶稣又说：“你们再听另一个比喻吧！有一个园主开垦了一个葡萄园，周围用篱笆围着，在园中挖了一个榨酒池，盖了一座守望台，然后把葡萄园租给佃户，自己出外旅行去了。